# Acusada
Pour plus de détails, voir Fiche technique et Distribution.
Acusada est un film dramatique argentin réalisé par Gonzalo Tobal sorti en 2018. Interprété par Lali Espósito, Inés Estevez et Leonardo Sbaraglia, le film relate le procès d'une jeune étudiante accusée du meurtre de son amie.
Acusada concourt dans la section officielle du festival de Venise 2018.
En 2019, le film français La Fille au bracelet est une libre adaptation d'Acusada.

## Synopsis
Dolores Dreier mène une vie ordinaire d'étudiante jusqu'au jour où sa meilleure amie est violemment assassinée. Deux ans plus tard, seule accusée du procès, elle est au centre d'un déchaînement médiatique. Ses parents la soutiennent fermement, et font appel aux services du meilleur avocat de la ville pour la défendre. Mais peu à peu, des secrets font surface et la solidarité familiale se fissure.

## Fiche technique
- Titre : Acusada
- Réalisation : Gonzalo Tobal
- Scénario : Gonzalo Tobal et Ulises Porra Guardiola
- Direction musicale : Rogelio Sosa
- Direction artistique : Sebastián Orgambide
- Costumes : Laura Donari
- Photographie : Fernando Lockett
- Son : Guido Berenblum
- Montage : Alejandro Carrillo Penovi
- Production : Hugo Sigman, Santiago Gallelli, Benjamín Domenech, Matías Roveda, Matías Mosteirín, Leticia Cristi, Axel Kuschevatzky
- Sociétés de production : INCAA, Rei Cine, Kramer & Sigman Films, Telefe et Piano
- Budget :
- Langue originale : espagnol
- Pays d'origine : Argentine, Mexique
- Format : couleurs
- Genre : drame
- Durée : 108 minutes (1 h 48)
- Dates de sortie en Italie : 3 septembre 2018 (Mostra de Venise 2018) ;
en Argentine : 13 septembre 2018 ;
en France : 10 juillet 2019

## Distribution
- Lali Espósito : Dolores Dreier
- Inés Estevez : Betina Dreier, sa mère
- Leonardo Sbaraglia : Luis Dreier, son père
- Daniel Fanego : Ignacio Larroca, l'avocat
- Gerardo Romano : le procureur Taboada
- Gael García Bernal : Mario Elmo

## Distinctions
Acusada concourt dans la sélection officielle du festival de Venise 2018.